# بالوعة (جيولوجيا)

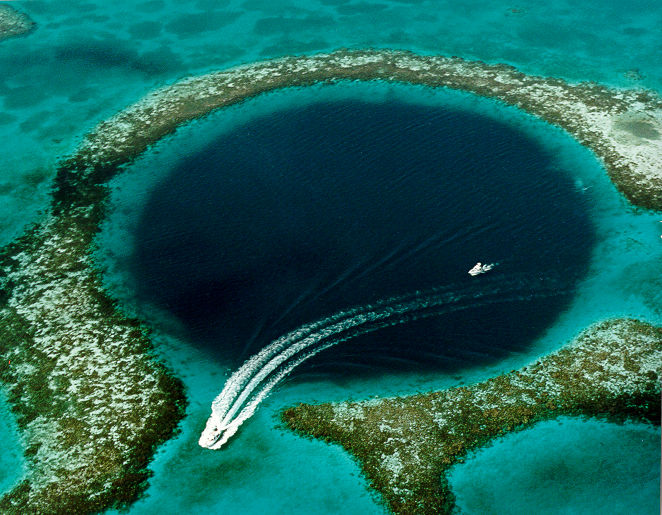
بالوعة (الثقب الأزرق العظيم) قرب (جزيرة أمبرغريس كاي) في بليز.

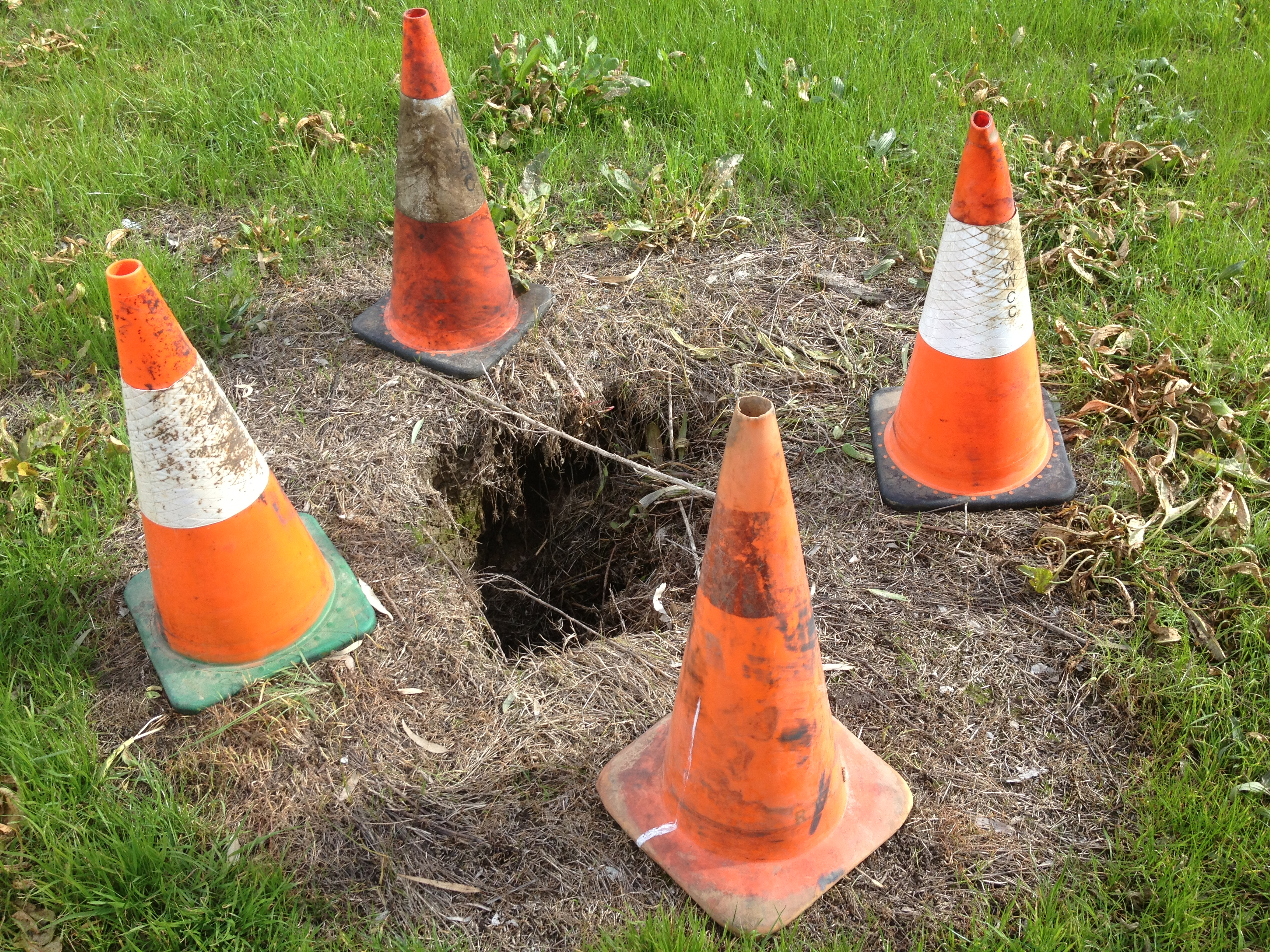
بالوعة في متنزه Cabarita

البَالُوعَة أو الدارة أو الحفرة البالوعية أو الفجوة الغائرة أو الثقب البالوعي أو الحفرة الغاطسة هو فتحة مستديرة في سطح التكوينات الجيرية في مناطق الكارست، يترسب فيها الماء. وتتكون نتيجة لعمليات الإذابة الكيميائية للصخور الكربونية  تتنوع أحجام البالوعات عمقاً واتساعا، بين متر واحد إلى 600 متر تقريباً، وتتنوع كذلك في الشكل. يمكن أن تحدث البالوعات أو الهبوطات الأرضية بشكل متسارع فجائي أو بشكل بطيء متدرج.

## طالع أيضًا
- ثقب أزرق